# Мадонна із родиною Куччіна
«Мадонна з родиною Куччіна» (англ. Presentazione alla Vergine della Famiglia Cuccina) — картина з зображенням мадонни та груповим портретом замовників — патріцианської родини Коччіна з Венеції.

## Опис твору
За композицією картина незвично побудована. Центром картини безумовно став край ліворуч, де розмістилася мадонна з немовлям і святими. Це сакральна частина полотна, відокремлена від частини реальної, яка не що інше як груповий портрет родини Коччніна, замовників полотна. Навіть серед картин Веронезе, що експериментував з ракурсами і розмірами картин, «Мадонна з родиною Куччіна» виділяється і композицією, і видовженими розмірами, і настроєм.
Серед чисельних представників родини — чоловік на колінах, в темному одязі, до якого звернути три жінки — це алегорії християнських чеснот Віра, Надія та Любов. Відомо, що Куччіна важко хворів. Перед сакральною частиною твору — два брати Куччіна та жінка в червоному. І картина — якась обітниця Богородиці, можливо, заради рятування життя хворого чи спасіння його душі, якщо той помре. Дивує довжина сакрального образу — більше чотирьох метрів, що став водночас і груповим портретом. В картині «Мадонна з родиною Куччіна» художником створені можливо найкращі портрети дітей, а її настрій — настрій співчуття і передчуття непоправного.
З родиною Куччіна пов'язують замовлення ще трьох релігійних образів:
- «Поклоніння волхвів»
- «Весілля в Кані Галілейській»
- «Шлях на Голгофу»

## Провенанс
Картина створена у 1571 році чи близько того. Була продана з Венеції і перебувала в збірці герцога міста Модена, Італія. Придбана для Дрезденської збірки у 1746 році.